# Cerbaie
Cerbaie este o arie protejată (arie specială de conservare — SAC, sit de importanță comunitară — SCI) din Italia întinsă pe o suprafață de 6.509 ha, integral pe uscat.

## Localizare
Centrul sitului Cerbaie este situat la coordonatele 43°44′37″N 10°42′28″E / 43.743611°N 10.707778°E.

## Înființare
Situl Cerbaie a fost declarat sit de importanță comunitară în iunie 1995 pentru a proteja 1 specie de plante și 7 specii de animale. Situl a fost protejat și ca arie specială de conservare în decembrie 2016.

## Biodiversitate
Situată în ecoregiunea mediteraneană, aria protejată conține 11 habitate naturale: Cursuri de apă de la nivel de câmpie la nivel montan, cu vegetație Ranunculion fluitantis și Callitricho-Batrachion, Păduri de stejar sau de stejar și carpen sub-atlantice și medio-europene de Carpinion betuli, Păduri mixte riverane de Quercus robur, Ulmus laevis și Ulmus minor, Fraxinus excelsior sau Fraxinus angustifolia, de-a lungul marilor râuri (Ulmenion minoris), Pajiști umede mediteraneene cu ierburi înalte de Molinio-Holoschoenion, Depresiuni pe substraturi de turbă de Rhynchosporion, Ape stătătoare oligotrofe până la mezotrofe, cu vegetație de Littorelletea uniflorae și/sau de Isoëto-Nanojuncetea, Păduri aluvionare cu Alnus glutinosa și Fraxinus excelsior (Alno-Padion, Alnion incanae, Salicion albae), Pajiști uscate europene, Păduri panonice-balcanice de stejar turcesc - stejar sesil, Lacuri eutrofice naturale cu vegetație de tip Magnopotamion sau Hydrocharition, Galerii de Salix alba și de Populus alba.
La baza desemnării sitului se află mai multe specii protejate:
- plante (1): Gladiolus palustris
- păsări (6): rață pitică (Anas crecca), rață mare (Anas platyrhynchos), caprimulg (Caprimulgus europaeus), vânturel roșu (Falco tinnunculus), sfrâncioc roșiatic (Lanius collurio), ciuf-pitic (Otus scops)
- amfibieni (1): Triturus carnifex

Pe lângă speciile protejate, pe teritoriul sitului au mai fost identificate 45 de specii de plante, 4 specii de amfibieni, 2 specii de mamifere, 3 specii de reptile.